# الماوية (المدينة المنورة)
مركز الماوية شرق منطقة المدينة المنورة ويقع شرق محافظة الحناكية وشمال الطريق السريع الرابط بين القصيم والمدينة المنورة.

## التاريخ
مركز الماوية  إحدى مراكز منطقة المدينة المنورة ومركز الماوية التاريخية والواقعة على درب زبيدة ينسب هذا الدرب إلى زبيدة بنت جعفر بن ابي جعفر المنصور، يبدأ من «الكوفة» حتى «مكة المكرمة» ويعد هذا الطريق من أهم طرق الحج والتجارة خلال العصر الإسلامي، وقد اشتهر باسم «درب زبيدة» نسبة إلى السيدة زبيدة زوج الخليفة هارون الرشيد، التي اسهمت في عمارته فكان أن خلد ذكرها على مر العصور بمحاذاة طريق المدينة المنورة - القصيم السريع واللذي يبعد عنه 14 كم والتي تعتبر حلقة وصل نظراً لموقعها البالغ الأهمية خاصة وأنها تتوسط جبل ماوان ووادي ساحوق وتزخر بالآثار التاريخية الضاربة جذورها في أعماق التاريخ وتشكل مركز تجمع سكاني كبير

## السكان
يبلغ عدد سكان الماوية 2.000 نسمة وسكانها هم البدارين من بني عمرو من حرب

## الموقع الجغرافي
تقع شرق منطقة المدينة المنورة وتبعد عن المدينةالمنورة 214 كم وعن محافظة الحناكية 117 كم وعن الطريق السريع 14 كم

## المناخ
المناخ قاري صحراوي، حار جاف صيفًا بارد مُمطر شتاء، وتبلغ درجة الحرارة صيفًا 45°م، وفي الشتاء تصل إلى مادون الصفر وسقوط أمطار.